# Barie
Barie est une commune française située dans le département de la Gironde, en région Nouvelle-Aquitaine.
Ses habitants sont appelés les Bariauds ou Bariots.

## Géographie

### Localisation
La commune de Barie se situe sur la rive gauche (sud) de la Garonne, à 58 km au sud-est de Bordeaux, chef-lieu du département, à 13 km à l'est de Langon, chef-lieu d'arrondissement, et à 11 km au nord d'Auros, ancien chef-lieu de canton.

### Communes limitrophes
Les communes limitrophes sont Floudès à l'est, Bassanne au sud-est, Castets et Castillon au sud et sud-ouest (anciennement Castillon-de-Castets au sud et Castets-en-Dorthe au sud-ouest). Sur la rive droite de la Garonne, se trouvent Caudrot à l'ouest, Casseuil au nord-ouest et Gironde-sur-Dropt au nord-est.
| Caudrot              | Casseuil La Garonne | Gironde-sur-Dropt |
|                      | Barie               | Floudès           |
| Castets et Castillon |                     | Bassanne          |

### La Garonne
Le territoire est constitué par des alluvions de la Garonne qui dessine, à cet endroit, d'importants méandres.
Située dans une région inondable, la commune a subi de nombreuses crues au cours de son histoire. Les plus récentes ont eu lieu en 1930, 1935 et en 1952, les eaux atteignant respectivement une hauteur de 11,26 m, 10,43 m et 10,41 m. La dernière, du 16 au 22 décembre 1981, a dépassé 10,60 m.

En février 2013, certaines routes entre le fleuve et les digues ont été interdites à la circulation, la Garonne ayant atteint un niveau de 7,45 m.

Un nouveau pic a été atteint le 16 décembre 2019 avec un niveau de 8,88 m suivi d'une décrue puis d'un niveau de 7,92 m le 24.

C'est la raison pour laquelle une longue digue préventive court le long de la Garonne sur tout le territoire communal. Ladite digue se prolonge sur les territoires des communes voisines, celui de Castets-en-Dorthe vers le sud-ouest, ceux de Floudès, du quartier du Rouergue à La Réole et de Fontet vers l'est.

### Climat
Pour des articles plus généraux, voir Climat de la Nouvelle-Aquitaine et Climat de la Gironde.
Historiquement, la commune est exposée à un climat océanique aquitain.  
En 2020, Météo-France publie une typologie des climats de la France métropolitaine dans laquelle la commune est exposée à un climat océanique et est dans la région climatique  Aquitaine, Gascogne, caractérisée par une pluviométrie abondante au printemps, modérée en automne, un faible ensoleillement au printemps, un été chaud (19,5 °C), des vents faibles, des brouillards fréquents en automne et en hiver et des orages fréquents en été (15 à 20 jours).
Pour la période 1971-2000, la température annuelle moyenne est de 13 °C, avec une amplitude thermique annuelle de 15,1 °C. Le cumul annuel moyen de précipitations est de 833 mm, avec 11 jours de précipitations en janvier et 6,5 jours en juillet. Pour la période 1991-2020, la température moyenne annuelle observée sur la station météorologique la plus proche, située sur la commune de Saint-Sulpice-de-Pommiers à 11 km à vol d'oiseau, est de 13,8 °C et le cumul annuel moyen de précipitations est de 764,8 mm,. Pour l'avenir, les paramètres climatiques de la commune estimés pour 2050 selon différents scénarios d’émission de gaz à effet de serre sont consultables sur un site dédié publié par Météo-France en novembre 2022.

## Urbanisme

### Typologie
Au 1er janvier 2024, Barie est catégorisée commune rurale à habitat dispersé, selon la nouvelle grille communale de densité à sept niveaux définie par l'Insee en 2022.
Elle est située hors unité urbaine et hors attraction des villes,.

### Occupation des sols

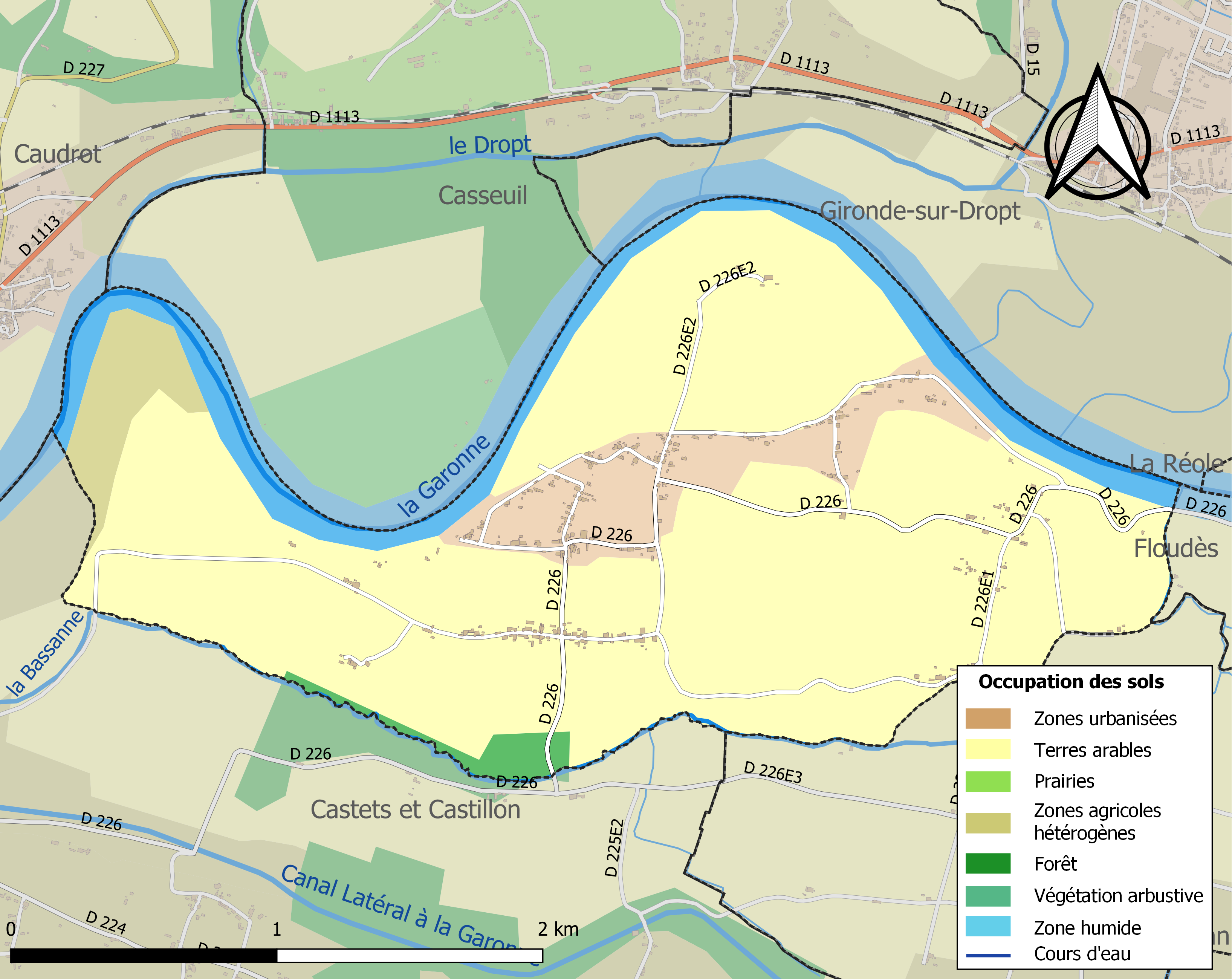
Carte des infrastructures et de l'occupation des sols de la commune en 2018 (CLC).

L'occupation des sols de la commune, telle qu'elle ressort de la base de données européenne d’occupation biophysique des sols Corine Land Cover (CLC), est marquée par l'importance des territoires agricoles (81,3 % en 2018), en diminution par rapport à 1990 (90,6 %). La répartition détaillée en 2018 est la suivante : 
terres arables (77,6 %), zones urbanisées (9,4 %), eaux continentales (7,5 %), zones agricoles hétérogènes (3,6 %), forêts (1,9 %). L'évolution de l’occupation des sols de la commune et de ses infrastructures peut être observée sur les différentes représentations cartographiques du territoire : la carte de Cassini (XVIIIe siècle), la carte d'état-major (1820-1866) et les cartes ou photos aériennes de l'IGN pour la période actuelle (1950 à aujourd'hui).

### Voies de communication et transports
La commune est essentiellement desservie par la route départementale D 226 qui conduit vers le sud-ouest à Castets et Castillon et vers l'est à Floudès et La Réole.

L'autoroute la plus proche est l'autoroute A62 (Bordeaux-Toulouse) dont l'accès no 4 de La Réole est distant de 12 km par la route vers le sud-est.

L'accès no 1 de Bazas à l'autoroute A65 (Langon-Pau) se situe à 22 km vers le sud-ouest.
La gare SNCF la plus proche est celle de Caudrot distante de 7 km au nord. Celle de La Réole qui propose plus de trafic se trouve à 8 km vers le nord-est. Dans ces deux gares, le réseau est celui de la ligne Bordeaux - Sète du TER Nouvelle-Aquitaine.

### Risques majeurs
Le territoire de la commune de Barie est vulnérable à différents aléas naturels : météorologiques (tempête, orage, neige, grand froid, canicule ou sécheresse), inondations et séisme (sismicité très faible). Un site publié par le BRGM permet d'évaluer simplement et rapidement les risques d'un bien localisé soit par son adresse soit par le numéro de sa parcelle.
Certaines parties du territoire communal sont susceptibles d’être affectées par le risque d’inondation par débordement de cours d'eau, notamment la Garonne, le Dropt et la Bassanne. La commune a été reconnue en état de catastrophe naturelle au titre des dommages causés par les inondations et coulées de boue survenues en 1982, 1999, 2009 et 2021,.

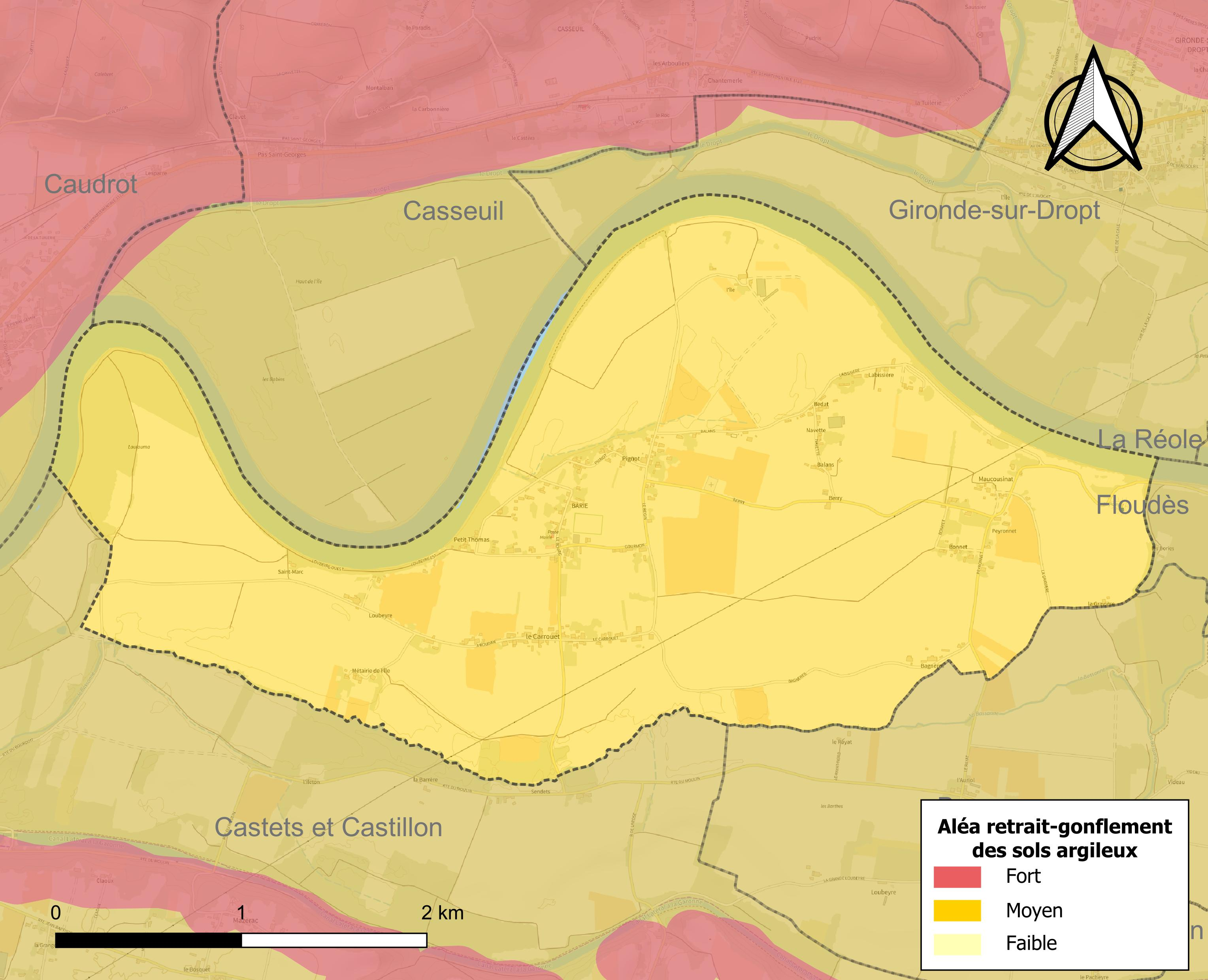
Carte des zones d'aléa retrait-gonflement des sols argileux de Barie.

Le retrait-gonflement des sols argileux est susceptible d'engendrer des dommages importants aux bâtiments en cas d’alternance de périodes de sécheresse et de pluie. 99,9 % de la superficie communale est en aléa moyen ou fort (67,4 % au niveau départemental et 48,5 % au niveau national). Sur les 163 bâtiments dénombrés sur la commune en 2019, 163 sont en aléa moyen ou fort, soit 100 %, à comparer aux 84 % au niveau départemental et 54 % au niveau national. Une cartographie de l'exposition du territoire national au retrait gonflement des sols argileux est disponible sur le site du BRGM,.
Par ailleurs, afin de mieux appréhender le risque d’affaissement de terrain, l'inventaire national des cavités souterraines permet de localiser celles situées sur la commune.
Concernant les mouvements de terrains, la commune a été reconnue en état de catastrophe naturelle au titre des dommages causés par des mouvements de terrain en 1999.

## Toponymie
Selon une étymologie populaire, la commune doit son nom aux variations, en gascon bariats, de la Garonne. En réalité, l'étymologie semble être *vallia, dérivée de vallis , «vallée», les deux l intervocaliques évoluant régulièrement en r et le v se prononçant b.
Le nom de la commune se dirait Varía en gascon : il s'agit d'une erreur de Bénédicte Boyrie-Fénié reprise imprudemment sur l'article en occitan, l'accent aigu sur le i n'apportant aucune information supplémentaire est une faute,.

## Histoire
En 1763, l'abbé Expilly présente le village ainsi :
« Barie, Paroisse & Jurisdiction, dans le Bazadois, en Guyenne, Diocese de Bazas, Parlement & Intendance de Bordeaux, Election de Comdom. On y compte 187 feux. Cette Paroisse est située sur la rive gauche de la Garonne, à une lieue & deux tiers E. de Langon. La Jurisdiction de Barie ne comprend qu'une seule Paroisse, qui est celle de son nom. »
À la Révolution, la paroisse Sainte-Catherine de Barie forme la commune de Barie.

## Politique et administration
| Période                                  | Période  | Identité         | Étiquette | Qualité              |
| ---------------------------------------- | -------- | ---------------- | --------- | -------------------- |
|                                          | 1807     | François Marceau |           |                      |
| 1808                                     | 1830     | Arnaud Dubos     |           |                      |
| 1830                                     | 1832     | Jean Giresse     |           |                      |
| 1832                                     | 1835     | Jacques Duzan    |           |                      |
| 1835                                     | 1855     | Bernard Giresse  |           |                      |
| 1855                                     | 1860     | Raymond Duzan    |           |                      |
| 1860                                     | 1879     | Jean Giresse     |           |                      |
| 1879                                     | 1900     | François Rabat   |           |                      |
| 1900                                     | 1916     | Destout Jean     |           |                      |
|                                          |          |                  |           |                      |
| 1946                                     | 1970     | Liarçou René     |           |                      |
| 1970                                     |          | …                |           |                      |
| 1977                                     | ?        | Robert Crouzet   |           |                      |
| mars 2001                                | En cours | Bernard Pagot    |           | Agriculteur retraité |
| Les données manquantes sont à compléter. |          |                  |           |                      |

### Tendances politiques et résultats
À l'analyse des résultats des scrutins électoraux depuis le début du XXIe siècle et exception faite de l'élection présidentielle de 2002 dont le résultat a été à l'image du résultat national, l'électorat est globalement de gauche (63,86 % pour Ségolène Royal en 2007 soit 15 points de plus qu'au niveau national et 73,75 % pour François Hollande en 2012 soit 22 points de plus qu'au niveau national) avec un relatif manque d'attirance pour l'extrême droite (18,48 % pour le FN alors qu'il réalise 24,71 % au niveau national) bien qu'au premier tour des élections cantonales de 2011, le candidat FN, Jean Le Guern, ait obtenu 24 voix sur 106 suffrages exprimés soit 22,64 % (et seulement 14,07 % au niveau du canton).
- Au second tour de l'élection présidentielle, le 5 mai 2002, Jacques Chirac, candidat de l'UMP, a obtenu 81,12 % des suffrages exprimés contre 18,88 % pour Jean-Marie Le Pen, candidat du FN (résultats nationaux : 82,21 % contre 17,79 %)[28], le candidat du PS, Lionel Jospin, étant arrivé en tête du premier tour avec 27,54 % devant Jean-Marie Le Pen (12,32 %) et Jacques Chirac (11,59 %).
- Au second tour des élections législatives, le 16 juin 2002, Odette Trupin, candidate socialiste, a obtenu 63,03 % des suffrages exprimés contre 36,97 % pour Philippe Dubourg, candidat de l'UMP (résultats de la 9e circonscription de la Gironde : 49,72 % contre 50,28 %)[29].
- Au second tour de l'élection présidentielle, le 6 mai 2007, Ségolène Royal, candidate socialiste, a obtenu 63,86 % des suffrages exprimés contre 36,14 % pour Nicolas Sarkozy, candidat de l'UMP (résultats nationaux : 46,94 % contre 53,06 %)[30], après être arrivée en tête du premier tour avec 34,46 % devant Nicolas Sarkozy (16,95 %), François Bayrou du MoDem (15,25 %) et Jean-Marie Le Pen du FN (15,25 %).
- Au second tour des élections législatives, le 17 juin 2007, Martine Faure, candidate socialiste, a obtenu 73,85 % des suffrages exprimés contre 26,15 % pour Philippe Dubourg, candidat de l'UMP (résultats de la 9e circonscription de la Gironde : 55,80 % contre 44,20 %)[31].
- Aux élections européennes, le 25 mai 2009, la liste Europe Écologie menée par José Bové et la liste Front de gauche menée par Jean-Luc Mélenchon ont toutes deux obtenu 22,83 % des suffrages exprimés contre 14,13 % pour la liste UMP menée par Dominique Baudis, 10,87 %  pour la liste Parti socialiste menée par Kader Arif, 9,78 % pour la liste NPA menée par Myriam Martin, 5,43 % pour la liste MoDem menée par Robert Rochefort, 5,43 % pour la liste « Alliance écologiste indépendante » menée par Patrice Drevet, 3,26 % pour la liste FN menée par Louis Aliot, 2,17 % pour la liste « Libertas » menée par Eddie Puyjalon, 2,17 % pour la liste « L'Europe de la vie ! » menée par Jean-Claude Martinez et 1,09 % pour la liste Lutte ouvrière menée par Sandra Torremocha (résultats respectifs pour le Sud-Ouest : 15,83 % et 8,16 % contre 26,89 %, 17,72 %, 5,62 %, 8,61 %, 4,24 %, 5,94 %, 3,06 %, 0,92 % et 1,28 %)[32].
- Au second tour des élections cantonales, le 27 mars 2011, Francis Zaghet, candidat socialiste, a obtenu 60,71 % des suffrages exprimés contre 39,29 % pour André-Marc Barnett, candidat de l'UMP (résultats du canton d'Auros : 56,83 % contre 43,17 %)[33].
- Au second tour de l'élection présidentielle, le 6 mai 2012, François Hollande, candidat socialiste, a obtenu 73,75 % des suffrages exprimés contre 26,25 % pour Nicolas Sarkozy, candidat de l'UMP (résultats nationaux : 51,64 % contre 48,36 %)[34], après être arrivé en tête du premier tour avec 30,46 % devant Jean-Luc Mélenchon du Front de gauche (22,99 %), Marine Le Pen du FN (17,82 %) et Nicolas Sarkozy (13,22 %).
- Au second tour des élections législatives, le 17 juin 2012, Martine Faure, candidate socialiste, a obtenu 81,25 % des suffrages exprimés contre 18,75 % pour Yves d'Amécourt, candidat de l'UMP (résultats de la 12e circonscription de la Gironde : 60,53 % contre 39,47 %)[35].
- Aux élections européennes, le 25 mai 2014, la liste d'union de la gauche (PS-PRG) menée par Virginie Rozière a obtenu 26,09 % des suffrages exprimés contre 22,83 % pour la liste EELV menée par José Bové, 18,48 % pour la liste FN menée par Louis Aliot, 14,13 % pour la liste Front de gauche menée par Jean-Luc Mélenchon, 7,61 % pour la liste UMP menée par Michèle Alliot-Marie, 2,17 % pour la liste UDI-MoDem-Les Européens menée par Robert Rochefort, 2,17 % pour la liste Nouvelle Donne menée par Joseph Boussion, 2,17 % pour la liste « Europe citoyenne » menée par Marie-Jeanne Husset, 2,17 % pour la liste « Citoyens du vote blanc » menée par Francis Lenne, 1,09 % pour la liste NPA menée par Philippe Poutou et 1,09 % pour la liste Debout la République menée par Pascal Lesellier (résultats respectifs pour le Sud-Ouest : 15,73 % contre 11,48 %, 24,71 %, 8,57 %, 18,52 %, 8,60 %, 3,01 %, 0,87 %, 0,74 %, 0,54 % et 3,12 %)[36].
- Au second tour des élections départementales, le 29 mars 2015, le binôme des candidats socialistes, Bernard Castagnet et Christelle Guionie, a obtenu 64,22 % des suffrages exprimés contre 23,85 % pour le binôme des candidats du FN, Sandrine Chadourne et Patrick Duval-Campana, et 11,93 % pour le binôme des candidats de l'Union de la droite (UD), Yves D'Amécourt et Sophie Sellier (résultats respectifs du Canton du Réolais et des Bastides : 39,46 % contre 22,39 % et 38,16 %)[37].
- Au second tour des élections régionales, le 13 décembre 2015, la liste d'union de la gauche (PS-PRG) menée par Alain Rousset a obtenu 60 % des suffrages exprimés contre 26,67 % pour la liste FN menée par Jacques Colombier et 13,33 % pour la liste d'union de la droite (LR-UDI-MoDem-CPNT) menée par Virginie Calmels (résultats respectifs pour la région Nouvelle-Aquitaine : 44,27 % contre 21,67 % et 34,06 %)[38].
- Au second tour de l'élection présidentielle, le 7 mai 2017, Emmanuel Macron a obtenu 66,22 % des suffrages exprimés contre 33,78 % pour Marine Le Pen, candidat du Front national (résultats nationaux : 66,10 % contre 33,90 %)[39], le candidat de La France insoumise, Jean-Luc Mélenchon, étant arrivé en tête du premier tour avec 31,32 % devant Emmanuel Macron (17,03 %) et Marine Le Pen (15,93 %).

### Intercommunalité
Le 1er janvier 2014, la communauté de communes du Pays d'Auros ayant été supprimée, la commune de Barie s'est retrouvée intégrée à la communauté de communes du Réolais en Sud Gironde siégeant à La Réole.

En matière de développement socio-économique, la commune est adhérente, à l'instar des anciennes communes de la CC du Pays d'Auros, du syndicat mixte du Pays des Rives de Garonne.

## Démographie
D'une population assez constante, aux alentours de 900 habitants, jusqu'à l'aube de la troisième République, la commune a subi un exode rural lent et régulier depuis cette époque en perdant près des trois quarts de la population initiale. Un léger regain s'amorce, depuis le début des années 2000, correspondant à la ruralisation des citadins.
L'évolution du nombre d'habitants est connue à travers les recensements de la population effectués dans la commune depuis 1793. Pour les communes de moins de 10 000 habitants, une enquête de recensement portant sur toute la population est réalisée tous les cinq ans, les populations de référence des années intermédiaires étant quant à elles estimées par interpolation ou extrapolation. Pour la commune, le premier recensement exhaustif entrant dans le cadre du nouveau dispositif a été réalisé en 2004.

En 2022, la commune comptait 277 habitants, en évolution de −7,36 % par rapport à 2016 (Gironde : +6,91 %, France hors Mayotte : +2,11 %).
| 1793 | 1800 | 1806 | 1821 | 1831 | 1836 | 1841 | 1846 | 1851 |
| ---- | ---- | ---- | ---- | ---- | ---- | ---- | ---- | ---- |
| 900  | 868  | 891  | 845  | 870  | 922  | 877  | 885  | 883  |

| 1856 | 1861 | 1866 | 1872 | 1876 | 1881 | 1886 | 1891 | 1896 |
| ---- | ---- | ---- | ---- | ---- | ---- | ---- | ---- | ---- |
| 850  | 881  | 849  | 844  | 760  | 690  | 678  | 655  | 664  |

| 1901 | 1906 | 1911 | 1921 | 1926 | 1931 | 1936 | 1946 | 1954 |
| ---- | ---- | ---- | ---- | ---- | ---- | ---- | ---- | ---- |
| 636  | 607  | 566  | 478  | 465  | 394  | 405  | 363  | 378  |

| 1962 | 1968 | 1975 | 1982 | 1990 | 1999 | 2004 | 2006 | 2009 |
| ---- | ---- | ---- | ---- | ---- | ---- | ---- | ---- | ---- |
| 333  | 289  | 277  | 260  | 234  | 211  | 271  | 289  | 283  |

| 2014 | 2019 | 2022 | - | - | - | - | - | - |
| ---- | ---- | ---- | - | - | - | - | - | - |
| 289  | 289  | 277  | - | - | - | - | - | - |

## Lieux et monuments
L'église Sainte-Catherine, déplacée à deux reprises à cause des inondations, est un édifice construit en 1776, intéressant par sa façade à trois registres verticaux. Le portail dont les voussures s'accompagnent de chapiteaux sculptés s'accompagne, au rez-de-chaussée, de fenêtres hautes et étroites. L'église a été dotée, dans la seconde partie du XIXe siècle et sous l'impulsion de Ferdinand Donnet, archevêque de Bordeaux, d'un clocher à flèche de pierre.

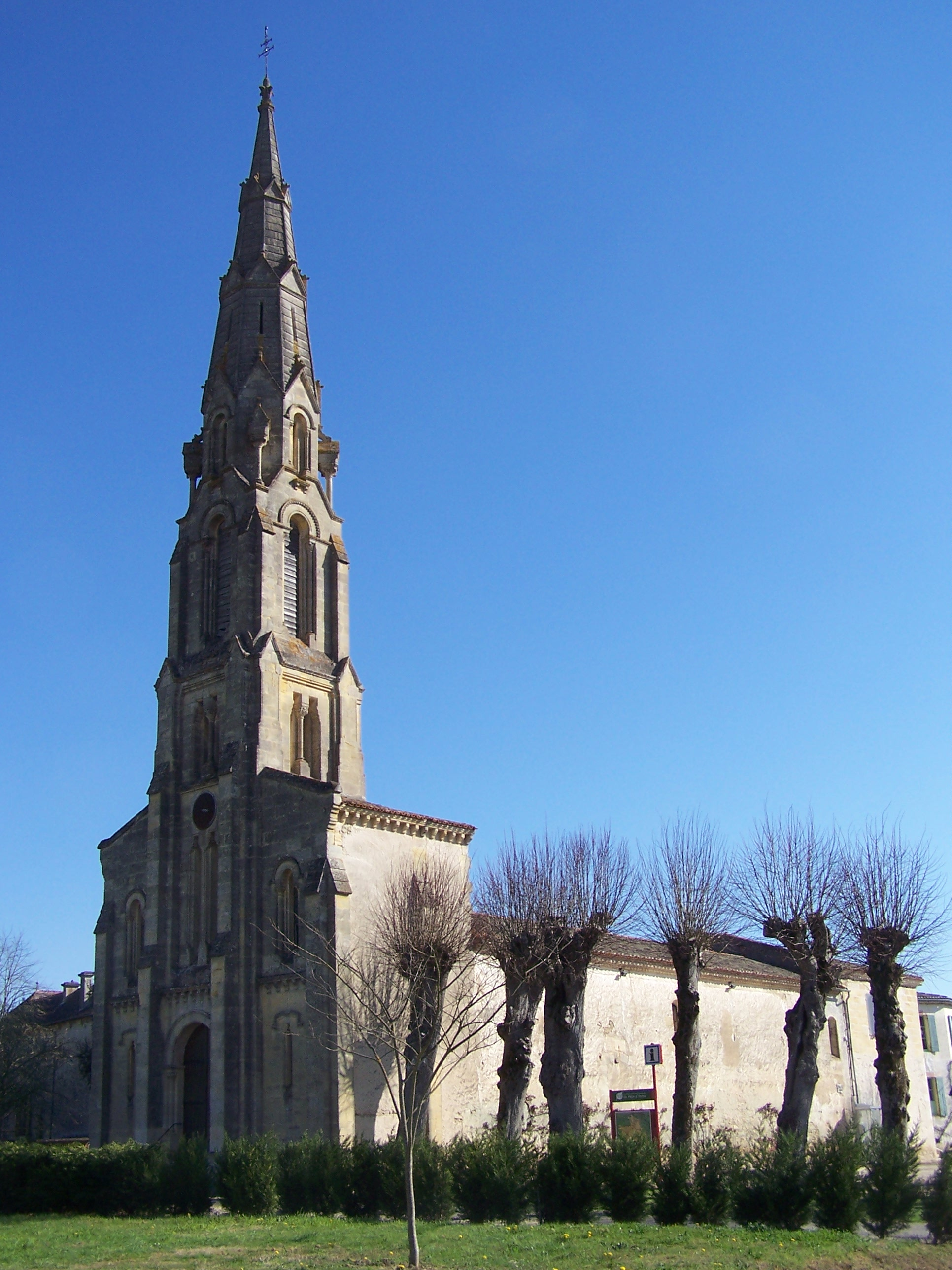
L'église Sainte-Catherine (mars 2009)
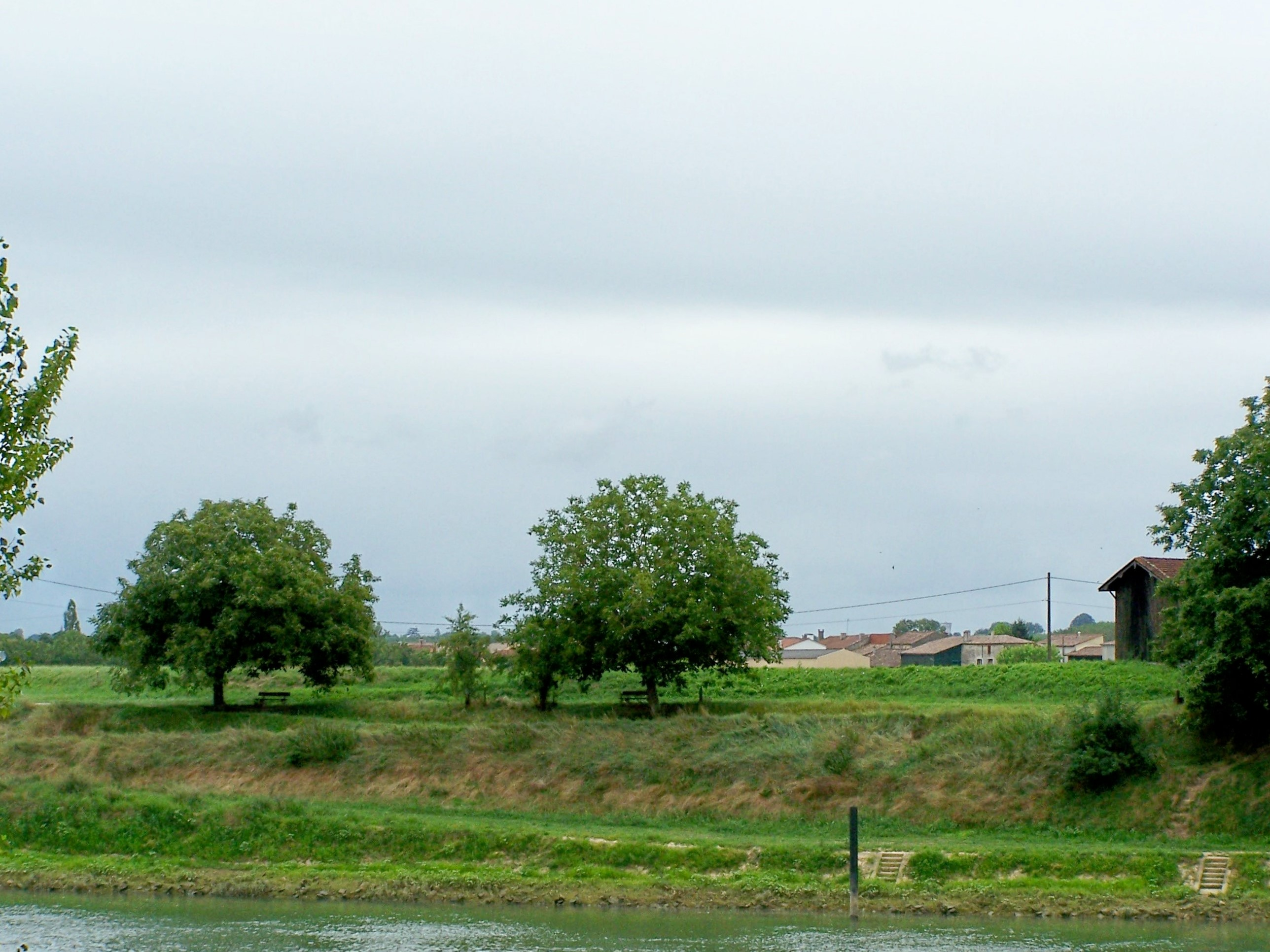
Barie vue de Casseuil (rive droite de la Garonne) (août 2008)
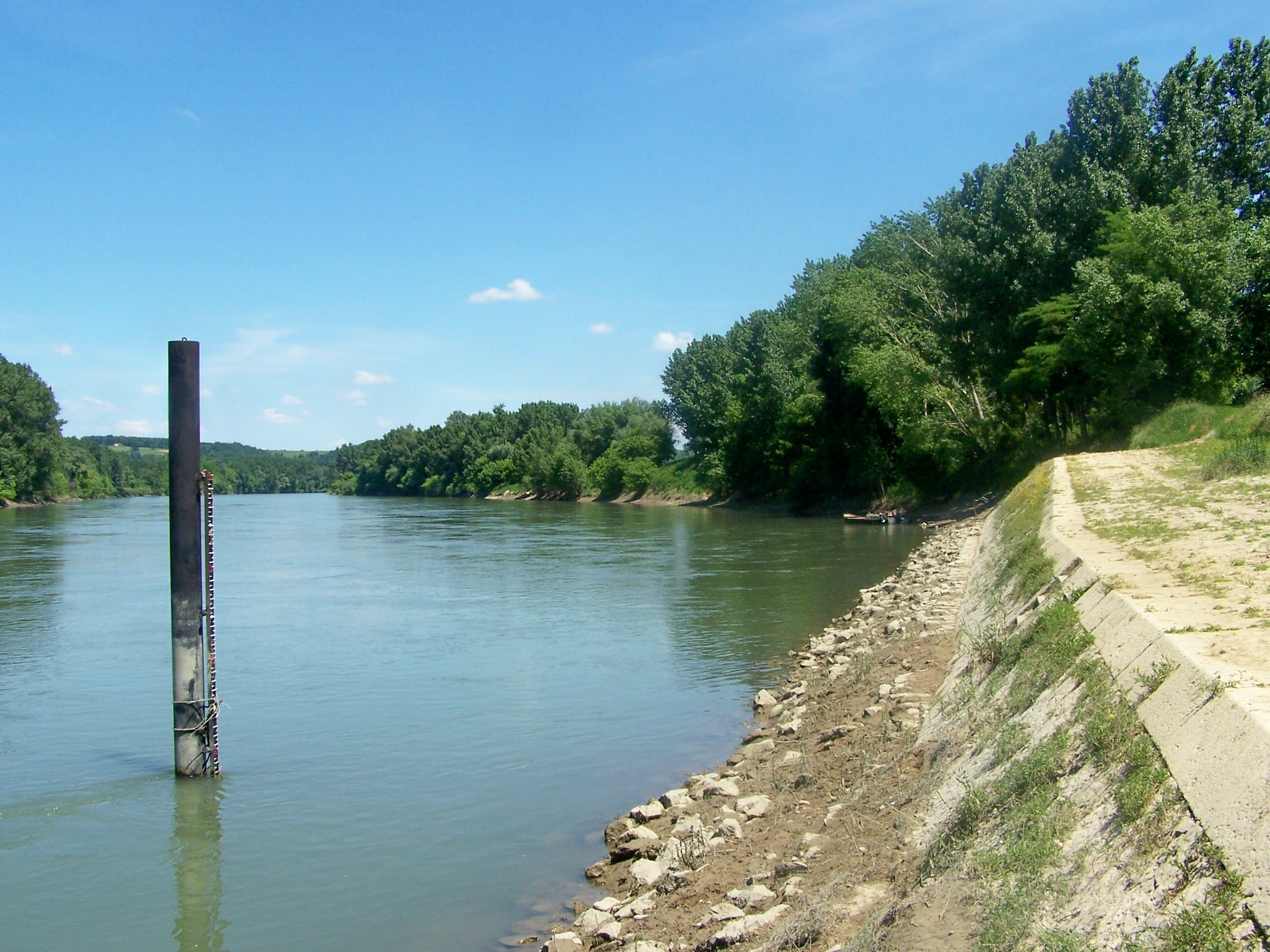
Le port (juin 2009)
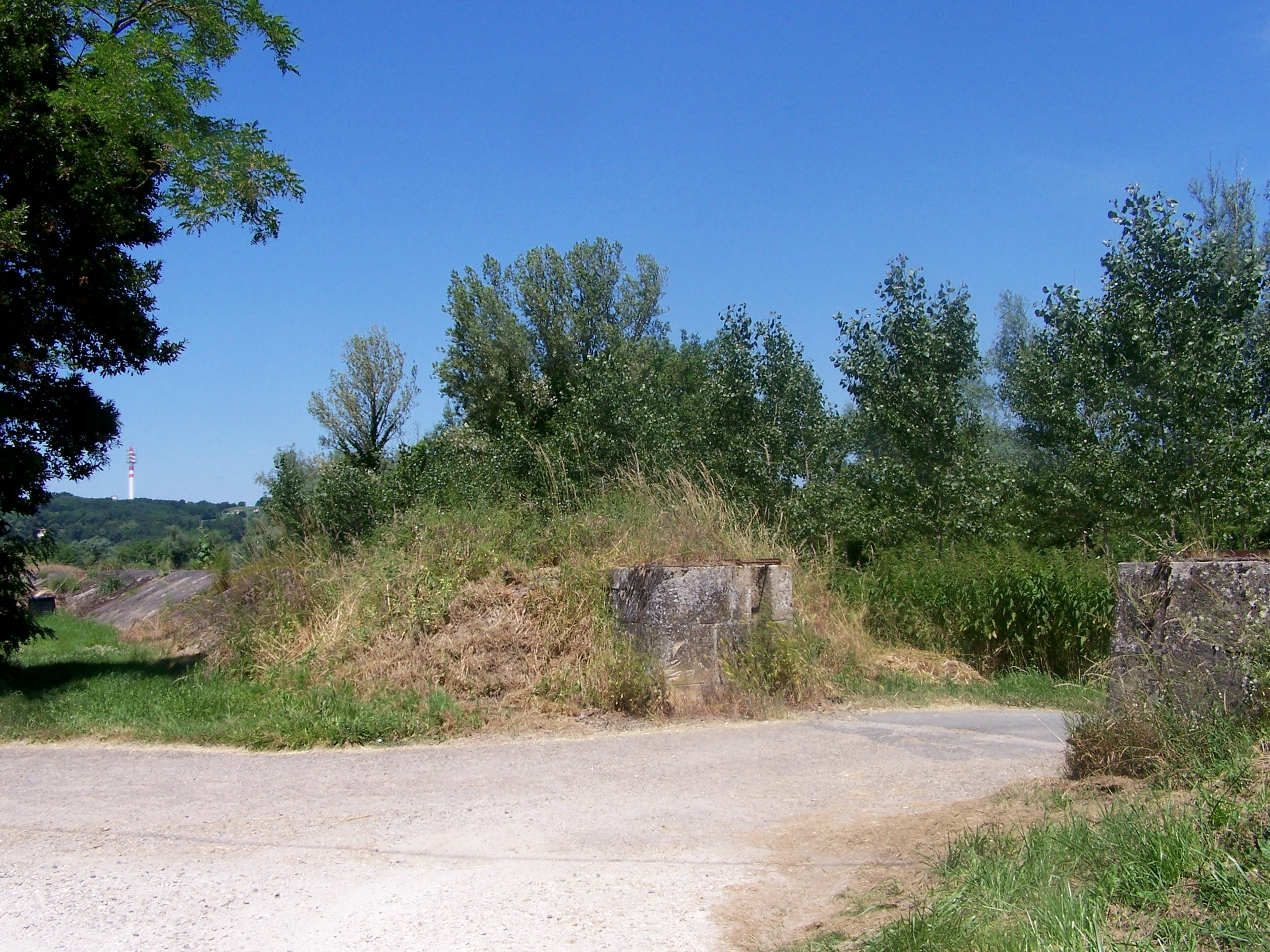
Une digue entre la Garonne et le village (juin 2009)
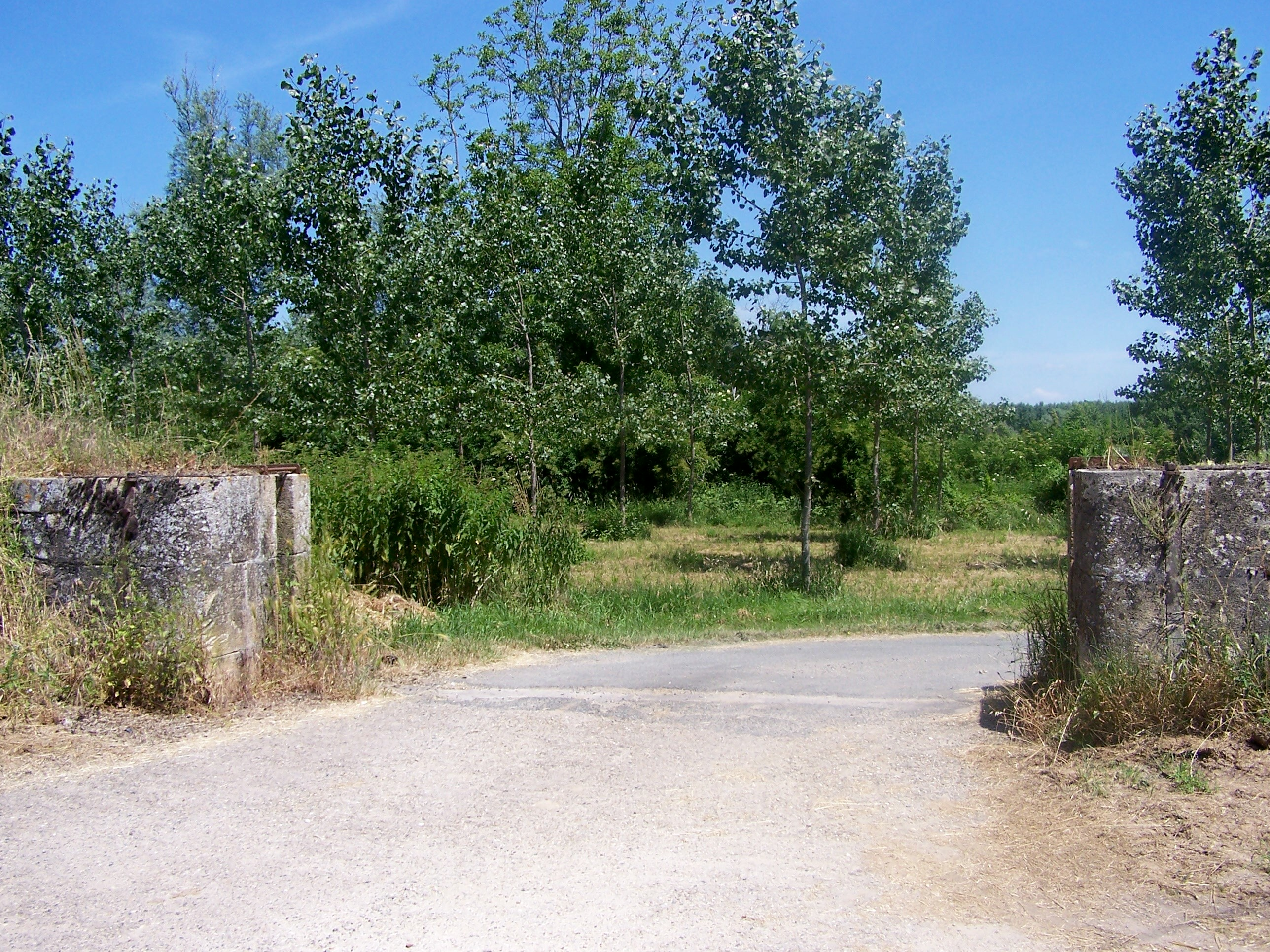
Passage d'une route dans la digue (juin 2009) Des traverses de bois (batardeaux) sont insérées entre les deux épaulements latéraux de façon à ralentir l'écoulement des eaux.
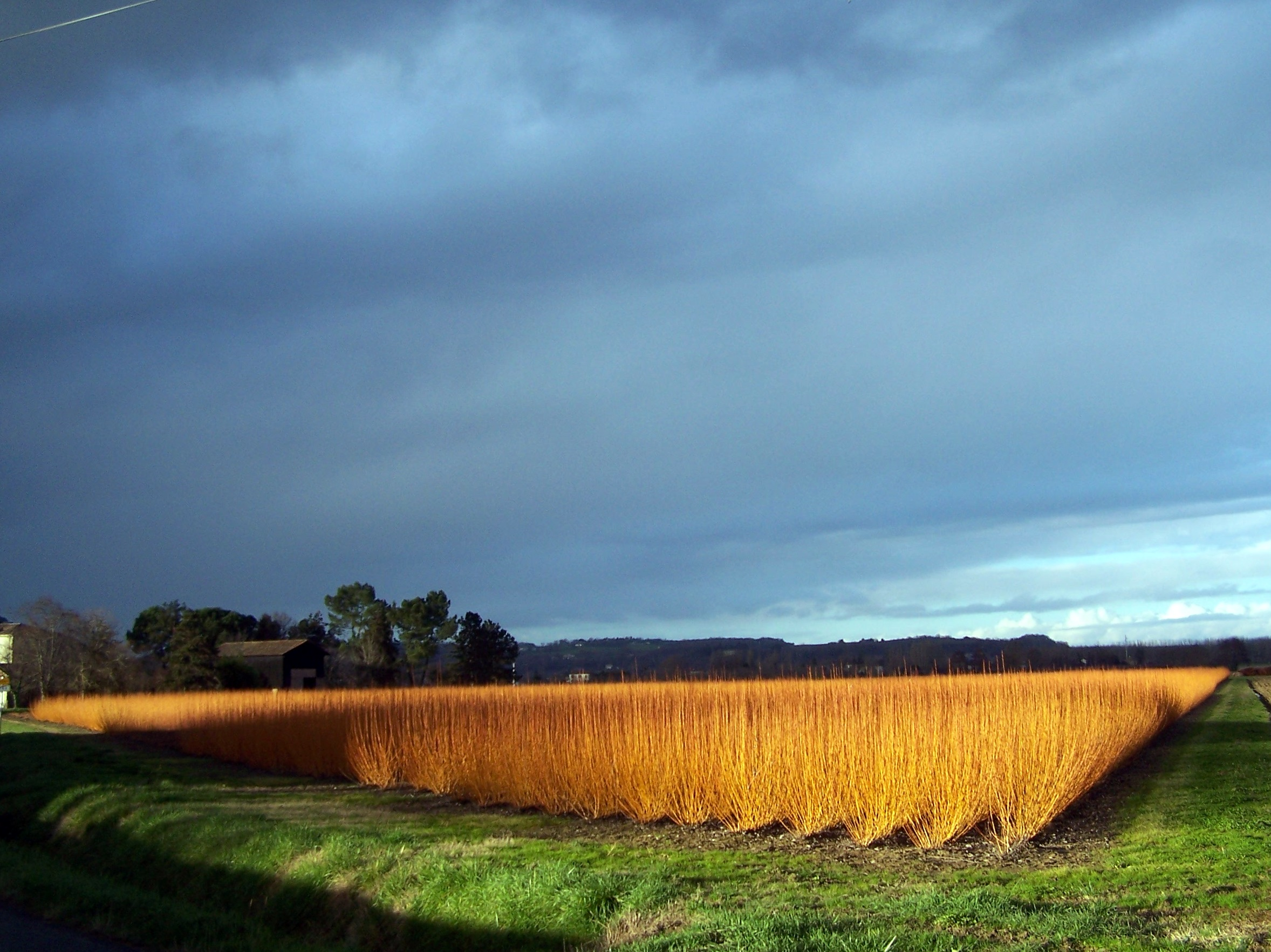
Champ d'osiers en décembre, peu avant la récolte (déc. 2009)
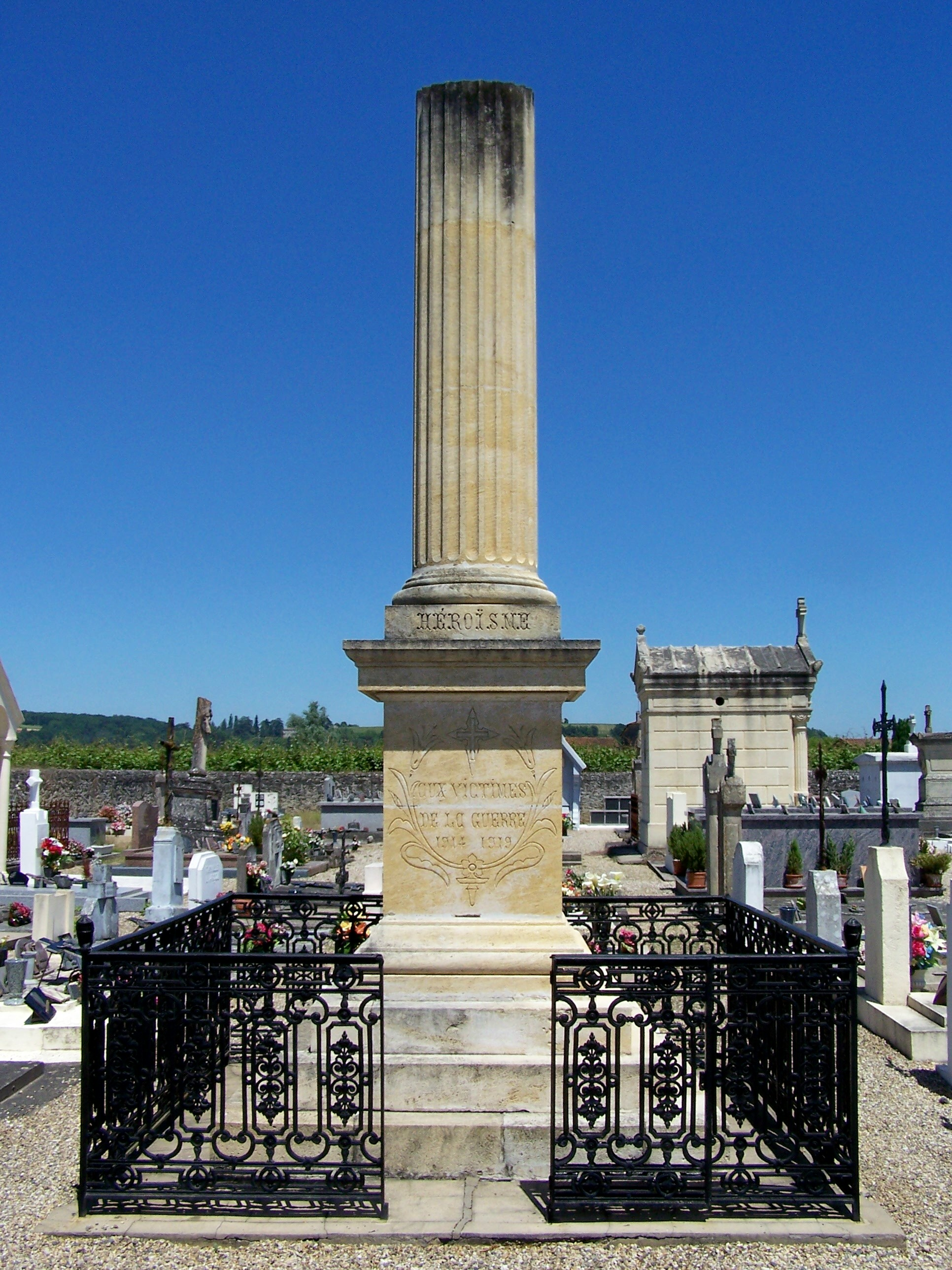
Le monument aux morts au cimetière (mai 2009)

## Personnalités liées à la commune
- Marie Ndiaye, qui a vécu à Barie de 2001 à 2007 avec son mari Jean-Yves Cendrey et ses trois enfants[44]. Leur maison est reste leur résidence secondaire.

## Vie locale

### Économie
La commune a une vocation agricole en raison des terrains alluvionneux propices à la culture. Les principales productions sont les céréales (essentiellement le maïs et le blé), le tabac, les cultures maraîchères, les fraises, les noix, les noisettes ainsi qu'une spécialisation pour l'osier (les vimes en gascon) et le kiwi. Quelques vignes sont disséminées sur le territoire communal.

### Culture
- L'Opéra de Barie est une association fondée en 2008 dont l’objectif premier est de « proposer au moins une fois par an, en été, loin des grandes métropoles, à la campagne, un opéra ou une opérette oublié et qui mérite d’être découvert ou redécouvert et, en tous cas, une œuvre qui retient l'attention »[45].